# Heinz Radzikowski
Heinz Radzikowski (Stolp, 1925. szeptember 7. – 2017. április 18.) olimpiai bronzérmes német gyeplabdázó.

## Pályafutása
1956-ban Melbourne-ben az Egyesült Német Csapat tagjaként indult és bronzérmet szerzett a válogatottal.

## Sikerei, díjai
- Olimpiai játékok
  - bronzérmes: 1956, Melbourne